# Paul Josef Cordes
Paul Josef Cordes (Kirchhundem, 5 de setembro de 1934 – Roma, 15 de março de 2024) foi um cardeal alemão da Igreja Católica, presidente-emérito do Pontifício Conselho Cor Unum no Vaticano.

## Biografia
Estudou no Gymnasium de Attendorn (ensino secundário) até 1955 e depois, estudou dois semestres de medicina em Münster. Em 1956 sentiu crescer dentro de si a vocação ao sacerdócio e, tendo abandonado os estudos universitários, entrou no seminário maior de Paderborn. Mais tarde, estudou na Faculdade de Filosofia de Paderborn e também estudou filosofia em Lyon.
Foi ordenado padre em 21 de dezembro de 1961, por Lorenz Jäger, arcebispo de Paderborn. Também estudou na Faculdade Teológica de Paderborn e na Universidade de Mainz, onde foi assistente do Professor Karl Lehmann, futuro cardeal; foi o primeiro aluno a defender sua tese sob o comando do jovem professor Lehmann, com o tema "Sendung zum Dienst. Exegetisch-historische und sistemamatische Studien zum Konzilsdekret 'Über Leben und Dienst der Priester'", em 1971.
Em 1972, o cardeal Julius August Döpfner, então presidente da Conferência Episcopal Alemã, nomeou-o secretário da comissão pastoral da própria Conferência. Foi neste período que, precisamente em virtude do seu cargo, começou a colaborar com associações, movimentos e várias instituições eclesiais na Alemanha. Uma experiência que pôde colocar à disposição do Sínodo das Dioceses da República Federal da Alemanha, realizado de 1972 a 1975, no qual participaram bispos, padres e leigos. O sínodo foi convocado para deliberações e decisões pastorais.
Eleito bispo auxiliar de Paderborn pelo Papa Paulo VI em 27 de outubro de 1975, foi consagrado bispo titular de Naísso em 1 de fevereiro de 1976, na catedral de Paderborn, por Johannes Joachim Degenhardt, arcebispo de Paderborn, assistido pelo cardeal Julius Döpfner, arcebispo de München und Freising, e por Paul Norhues, bispo titular de Cos, bispo auxiliar de Paderborn.
Em 1980, o Papa João Paulo II o chamou para servir na Cúria Romana, nomeando-o vice-presidente do Pontifício Concílio para os Leigos. Em seguida, seguiram-se as nomeações como consultor de outros escritórios da Cúria Romana. O Papa também o encarregou ad personam de seguir o apostolado do International Catholic Charismatic Renewal Office e da jornada neocatecumenal, cargo que ocupou até dezembro de 1995.
Foi o promotor do Centro Internacional Juvenil San Lorenzo, inaugurado em Roma no dia 13 de março de 1983. Foi durante um encontro no Centro - a ocasião foi a celebração do Ano Santo Extraordinário 1983-1984 - nasceu a ideia de organizar um encontro de jovens em todo o mundo. O evento aconteceu no Domingo de Ramos de 1984 e praticamente marcou o nascimento das Jornadas Mundiais da Juventude.
Em 2 de dezembro de 1995 foi promovido à dignidade arquiepiscopal e nomeado presidente do Pontifício Conselho Cor Unum.
Em 17 de outubro de 2007, foi anunciada a sua criação como cardeal pelo Papa Bento XVI, no Consistório de 24 de novembro, em que recebeu o barrete vermelho e o título de cardeal-diácono de São Lourenço em Piscibus. Renunciou à presidência do Pontifício Conselho Cor Unum por limite de idade em 7 de outubro de 2010.
Foi autor de várias publicações, nascidas sobretudo do conhecimento da realidade dos movimentos e das novas comunidades eclesiais. Os mais recentes foram: Participação ativa na Eucaristia, La atuosa participatio em pequenas comunidades (1996), Sinais de esperança. Movimentos e novas realidades na vida da Igreja na véspera do Jubileu (1998), Eclipse do Pai. Um grito (2002).
Nos últimos anos, lhe foram confiadas numerosas missões no mundo para levar a caridade e a solidariedade do Papa a todos os lugares, recentemente participou dos trabalhos do congresso da Caritas de toda a Federação Russa, realizado em Moscou de 18 a 21 de outubro de 2007. Na ocasião, fez uma visita a Novosibirsk, onde conheceu as Missionárias da Caridade de Madre Teresa de Calcutá, que trabalharam durante anos nesta área, e o pessoal da escola franciscana local. Em 18 de outubro, em Moscou, ele conheceu o Patriarca de Moscou e Toda a Rússia Aleixo II.
Em 19 de maio de 2018, o Papa Francisco realizou um Consistório Público Ordinário para a canonização de alguns Beatos, ao qual se seguiu a optatio de seis cardeais da ordem dos Diáconos à ordem dos Presbíteros. A pedido do cardeal Cordes, a diaconia de São Lourenço em Piscibus foi elevada pro hac vice ao título de presbitério.
Paul Josef Cordes morreu em 15 de março de 2024 em uma clínica em Roma e será enterrado em sua cidade natal, Kirchhundem.

## Conclaves
- Conclave de 2013 – participou da eleição de Jorge Mario Bergoglio como Papa Francisco.